# Гурдус, Иосиф Исаакович
Иосиф Исаакович Гурдус (1926-13.12.2005) — советский и белорусский инженер-автостроитель, лауреат Государственной премии СССР 1970 года.
Родился в 1926 году в г. Ново-Свенцяны Свенцянского уезда (в то время Польша, сейчас - Литва).
Окончил Московский институт стали (1948). Член КПСС с 1954 года.
С 1948 г. работал на Минском автомобильном заводе: мастер литейного цеха, начальник лаборатории, начальник отделения, с 1954 г. главный металлург, с 1961 г. заместитель, первый заместитель главного инженера. С 1980 г. — первый заместитель технического директора объединения «МАЗ». С 1988 г. после выхода на пенсию продолжал работать инженером-технологом первой категории.
Группа инженеров, в состав которой он входил, создала семейство автомобилей «МАЗ-500» — 45 разновидностей и модификаций, при максимальной унификации деталей и узлов (6 тысяч видов деталей на все, при том, что на один автомобиль их нужно около 5 тысяч). По основным показателям эти машины не уступали лучшим зарубежным образцам соответствующего класса, а по проходимости и скорости даже их превосходили.
В 1950—1960 гг. по совместительству преподавал на кафедре «машины и технология литейного производства» Белорусского политехнического института.
Лауреат Государственной премии СССР 1970 года (в составе коллектива) — за создание конструкции унифицированного семейства высокопроизводительных большегрузных транспортных автомобилей, автопоездов и автосамосвалов МАЗ-500 и организацию их производства на МАЗе.
В 1976 г. награждён орденом «Знак Почёта».
Сочинения:
- Совершенствование форм связи науки с производством [Текст] : (Опыт творческого сотрудничества Мин. автомоб. завода с АН БССР и Белорус. политехн. ин-том) / Белорус. НИИ науч.-техн. исследований Госплана БССР. БелНИИТИ Госплана БССР. — Минск : [б. и.], 1977. — 34 с.; 20 см. — (Экспресс-информация. Серия «Экономика и организация производства») (Экспресс-информация. Серия «Экономика и организация производства»). В конце текста: В. А. Грущенкова, И. И. Гурдус, Д. Н. Худокормов и др.
- Создание новой техники на уровне высшей категории качества : (опыт работы Минского автомобильного завода) / [М. Ф. Лавринович, И. И. Гурдус и др.]. ― Минск, 1978.